# إغزافي لونوغ
إغزافي لونوغ (بالفرنسية: Xavier Lenogue)‏ (27 ديسمبر 1996 بفور دو فرانس في فرنسا - ) هو لاعب كرة قدم فرنسي في مركز حراسة المرمى.

## روابط خارجية
- إغزافي لونوغ على موقع قاعدة بيانات كرة القدم.إي يو (الإنجليزية)
- إغزافي لونوغ على موقع Soccerway.com (الإنجليزية)